# Prêmios Teen Choice de 2018
A cerimônia dos Prêmios Teen Choice 2018 foi realizada em 12 de agosto do supracitado ano. Os prêmios celebraram as conquistas do ano em música, cinema, televisão, esportes, moda, comédia e internet, e são votados por espectadores com 13 anos ou mais que moram nos Estados Unidos por meio de vários sites de mídia social.

## Nomeados e Vencedores
A primeira onda de indicações foi anunciada em 13 de junho de 2018. A segunda onda foi anunciada em 22 de junho.

### Cinema
| Choice Action Movie | Choice Action Movie Actor |
| --- | --- |
| - Avengers: Infinity War - Liga da Justiça - Maze Runner: A Cura Mortal - Pacific Rim: Uprising - Tomb Raider | - Robert Downey Jr. – Avengers: Infinity War como Tony Stark / Homem de Ferro - John Boyega – Pacific Rim: Uprising como Jake Pentecost - Henry Cavill – Liga da Justiça como Clark Kent / Superman - Chris Evans – Avengers: Infinity War como Steve Rogers / Capitão América - Tom Holland – Avengers: Infinity War como Peter Parker / Homem-Aranha - Dylan O'Brien – Maze Runner: A Cura Mortal como Thomas |
| Choice Action Movie Actress | Choice Sci-Fi Movie |
| - Scarlett Johansson – Avengers: Infinity War como Natasha Romanoff / Viúva Negra - Amy Adams – Liga da Justiça como Lois Lane - Gal Gadot – Liga da Justiça como Princesa Diana / Mulher-Maravilha - Elizabeth Olsen – Avengers: Infinity War como Wanda Maximoff / Feiticeira Escarlate - Zoe Saldana – Avengers: Infinity War como Gamora - Alicia Vikander – Tomb Raider como Lara Croft | - Black Panther - Blade Runner 2049 - Rampage - Ready Player One - Thor: Ragnarok |
| Choice Sci-Fi Movie Actor | Choice Sci-Fi Movie Actress |
| - Chris Hemsworth – Thor: Ragnarok como Thor - Ryan Gosling – Blade Runner 2049 como K - Dwayne Johnson – Rampage comp Davis Okoye - Mark Ruffalo – Thor: Ragnarok como Bruce Banner / Hulk - Tye Sheridan – Ready Player One como Wade Watts / Parzival - Chadwick Boseman – Black Panther como T'Challa / Black Panther                                                                    | - Letitia Wright – Black Panther como Shuri - Olivia Cooke – Ready Player One como Samantha Cook / Art3mis - Danai Gurira – Black Panther como Okoye - Naomie Harris – Rampage como Dr. Kate Caldwell - Lupita Nyong'o – Black Panther como Nakia - Tessa Thompson – Thor: Ragnarok como Valquíria |
| Choice Fantasy Movie | Choice Fantasy Movie Actor |
| - Coco - Peter Rabbit - Star Wars: Episódio VIII - Os Últimos Jedi - A Wrinkle in Time | - Anthony Gonzalez – Coco como voz de Miguel Rivera - John Boyega – Star Wars: Episódio VIII - Os Últimos Jedi como Finn - James Corden – Peter Rabbit como voz de Peter Rabbit - Gael García Bernal – Coco como voz de Héctor Rivera - Mark Hamill – Star Wars: Episódio VIII - Os Últimos Jedi como Luke Skywalker - Oscar Isaac – Star Wars: Episódio VIII - Os Últimos Jedi como Poe Dameron                |
| Choice Fantasy Movie Actress | Choice Drama Movie |
| - Carrie Fisher – Star Wars: Episódio VIII - Os Últimos Jedi como General Leia Organa - Mindy Kaling – A Wrinkle in Time como Sra. Who - Storm Reid – A Wrinkle in Time como Meg Murry - Daisy Ridley – Star Wars: Episódio VIII - Os Últimos Jedi como Rey - Oprah Winfrey – A Wrinkle in Time como Sra. Which - Reese Witherspoon – A Wrinkle in Time como Sra. Whatsit                    | - The Greatest Showman - Midnight Sun - Murder on the Orient Express - Um Lugar Silencioso - Truth or Dare - Wonder |
| Choice Drama Movie Actor | Choice Drama Movie Actress |
| - Zac Efron – The Greatest Showman como Phillip Carlyle - Timothée Chalamet – Lady Bird como Kyle Scheible - Hugh Jackman – The Greatest Showman como P. T. Barnum - Leslie Odom Jr. – Murder on the Orient Express como Dr. Arbuthnot - Patrick Schwarzenegger – Midnight Sun como Charlie - Jacob Tremblay – Wonder como August "Auggie" Pullman                                           | - Zendaya – The Greatest Showman como Anne Wheeler - Lucy Hale – Truth or Dare como Olivia Barron - Daisy Ridley – Murder on the Orient Express como Mary Debenham - Julia Roberts – Wonder como Isabel Pullman - Saoirse Ronan – Lady Bird como Christine "Lady Bird" McPherson - Bella Thorne – Midnight Sun como Katie Price                                                                                 |
| Choice Comedy Movie | Choice Comedy Movie Actor |
| - Com Amor, Simon - Daddy's Home 2 - I Feel Pretty - Jumanji: Welcome to the Jungle - Overboard - Pitch Perfect 3 | - Dwayne Johnson – Jumanji: Welcome to the Jungle como Smolder Bravestone - Jack Black – Jumanji: Welcome to the Jungle como Sheldon "Shelly" Oberon - Eugenio Derbez – Overboard como Leonardo Montenegro - Will Ferrell – Daddy's Home 2 como Brad Whitaker - Kevin Hart – Jumanji: Welcome to the Jungle como Franklin "Mouse" Finbar - Mark Wahlberg – Daddy's Home 2 como Dusty Mayron                     |
| Choice Comedy Movie Actress | Choice Movie Villain |
| - Anna Kendrick – Pitch Perfect 3 como Beca Mitchell - Anna Faris – Overboard como Kate Sullivan - Karen Gillan – Jumanji: Welcome to the Jungle como Ruby Roundhouse - Amy Schumer – I Feel Pretty como Renee Bennett - Hailee Steinfeld – Pitch Perfect 3 como Emily Junk - Rebel Wilson – Pitch Perfect 3 como Patricia "Fat Amy" Hobart                                                  | - Michael B. Jordan – Black Panther como N'Jadaka / Erik "Killmonger" Stevens - Cate Blanchett – Thor: Ragnarok como Hela - Josh Brolin – Avengers: Infinity War como Thanos - Adam Driver – Star Wars: Episódio VIII - Os Últimos Jedi como Kylo Ren - Aidan Gillen – Maze Runner: A Cura Mortal como Janson - Bill Skarsgård – It como It / Pennywise o Palhaço Dançando                                      |
| Choice Breakout Movie Star | Choice Summer Movie |
| - Nick Robinson – Com Amor, Simon como Simon Spier - Olivia Cooke – Ready Player One como Samantha Cook / Art3mis - Sophia Lillis – It como Beverly Marsh - Keala Settle – The Greatest Showman como Lettie Lutz - Kelly Marie Tran – Star Wars: Episódio VIII - Os Últimos Jedi como Rose Tico - Letitia Wright – Black Panther como Shuri                                                  | - Incredibles 2 - Adrift - Jurassic World: Fallen Kingdom - Life of the Party - Ocean's 8 - Solo: A Star Wars Story |
| Choice Summer Movie Actor | Choice Summer Movie Actress |
| - Chris Pratt – Jurassic World: Fallen Kingdom como Owen Grady - Sam Claflin – Adrift como Richard Sharp - Julian Dennison – Deadpool 2 como Russell Collins / Firefist - Alden Ehrenreich – Solo: A Star Wars Story como Han Solo - Donald Glover – Solo: A Star Wars Story como Lando Calrissian - Ryan Reynolds – Deadpool 2 como Wade Wilson / Deadpool                                  | - Bryce Dallas Howard – Jurassic World: Fallen Kingdom como Claire Dearing - Zazie Beetz – Deadpool 2 como Domino - Sandra Bullock – Ocean's 8 como Debbie Ocean - Emilia Clarke – Solo: A Star Wars Story como Qi'ra - Melissa McCarthy – Life of the Party como Deanna "Dee Rock" Miles - Shailene Woodley – Adrift como Tami Oldham                                                                          |
| Choice Movie Ship | |
| - Zac Efron & Zendaya – The Greatest Showman - Chadwick Boseman & Lupita Nyong'o – Black Panther - Sophia Lillis & Jeremy Ray Taylor – It - Dylan O'Brien & Kaya Scodelario – Maze Runner: A Cura Mortal - Nick Robinson & Keiynan Lonsdale – Com Amor, Simon - Bella Thorne & Patrick Schwarzenegger – Midnight Sun                                                                         | |

### Televisão
| Choice Drama TV Show | Choice Drama TV Actor |
| --- | --- |
| - Riverdale - Empire - Famous in Love - The Fosters - Star - This Is Us | - Cole Sprouse – Riverdale como Forsythe "Jughead" Jones III - KJ Apa – Riverdale como Archibald "Archie" Andrews - Sterling K. Brown – This Is Us como Randall Pearson - Freddie Highmore – The Good Doctor como Dr. Shaun Murphy - Jussie Smollett – Empire como Jamal Lyon - Jesse Williams – Grey's Anatomy como Dr. Jackson Avery                       |
| Choice Drama TV Actress | Choice Sci-Fi/Fantasy TV Show |
| - Lili Reinhart – Riverdale como Elizabeth "Betty" Cooper - Ryan Destiny – Star como Alexandra "Alex" Crane - Camila Mendes – Riverdale como Veronica Lodge - Chrissy Metz – This Is Us como Kate Pearson - Maia Mitchell – The Fosters como Callie Adams-Foster - Bella Thorne – Famous in Love como Paige Townsen                                                                 | - Shadowhunters - The 100 - iZombie - The Originals - Stranger Things - Supernatural |
| Choice Sci-Fi/Fantasy TV Actor | Choice Sci-Fi/Fantasy TV Actress |
| - Matthew Daddario – Shadowhunters como Alec Lightwood - Gaten Matarazzo – Stranger Things como Dustin Henderson - Joseph Morgan – The Originals como Niklaus "Klaus" Mikaelson - Bob Morley – The 100 como Bellamy Blake - Dominic Sherwood – Shadowhunters como Jace Herondale - Finn Wolfhard – Stranger Things como Mike Wheeler                                                | - Millie Bobby Brown – Stranger Things como Eleven - Rose McIver – iZombie como Olivia "Liv" Moore - Katherine McNamara – Shadowhunters como Clarissa "Clary Fray" Fairchild - Lana Parrilla – Once Upon a Time como Regina Mills / Evil Queen - Eliza Taylor – The 100 como Clarke Griffin - Emeraude Toubia – Shadowhunters como Isabelle Lightwood        |
| Choice Action TV Show | Choice Action TV Actor |
| - The Flash - Agents of S.H.I.E.L.D. - Arrow - Gotham - Lethal Weapon - Supergirl | - Grant Gustin – The Flash como Barry Allen / The Flash - Stephen Amell – Arrow como Oliver Queen / Green Arrow - David Mazouz – Gotham como Bruce Wayne - Lucas Till – MacGyver como Angus "Mac" MacGyver - Damon Wayans – Lethal Weapon como Roger Murtaugh - Chris Wood – Supergirl como Mon-El                                                           |
| Choice Action TV Actress | Choice Comedy TV Show |
| - Melissa Benoist – Supergirl como Kara Danvers / Supergirl - Chloe Bennet – Agents of S.H.I.E.L.D. como Daisy "Skye" Johnson / Quake - Caity Lotz – Legends of Tomorrow como Sara Lance / White Canary - Danielle Panabaker – The Flash como Caitlin Snow / Killer Frost - Candice Patton – The Flash como Iris West - Emily Bett Rickards – Arrow como Felicity Smoak / Overwatch | - The Big Bang Theory - Black-ish - Fuller House - The Good Place - Jane the Virgin - Modern Family |
| Choice Comedy TV Actor | Choice Comedy TV Actress |
| - Jaime Camil – Jane the Virgin como Rogelio de la Vega - Anthony Anderson – Black-ish como Andre "Dre" Johnson Sr. - Elias Harger – Fuller House como Max Fuller - Rico Rodriguez – Modern Family como Manny Delgado - Andy Samberg – Brooklyn Nine-Nine como Detective Jake Peralta - Hudson Yang – Fresh Off the Boat como Edwyn "Eddie" Huang                                   | - Gina Rodriguez – Jane the Virgin como Jane Gloriana Villanueva - Kristen Bell – The Good Place como Eleanor Shellstrop - Candace Cameron Bure – Fuller House como D.J. Tanner-Fuller - America Ferrera – Superstore como Amelia "Amy" Dubanowski - Sarah Hyland – Modern Family como Haley Dunphy - Yara Shahidi – Black-ish & Grown-ish como Zoey Johnson |
| Choice Animated TV Show | Choice Reality TV Show |
| - Miraculous: Tales of Ladybug & Cat Noir - Bob's Burgers - Family Guy - Rick and Morty - The Simpsons - Steven Universe | - Keeping Up with the Kardashians - The Four: Battle for Stardom - Lip Sync Battle - MasterChef Junior - Total Divas - The Voice |
| Choice Throwback TV Show | Choice TV Personality |
| - Friends - Dawson's Creek - The Fresh Prince of Bel-Air - Gossip Girl - One Tree Hill - That '70s Show | - Chrissy Teigen – Lip Sync Battle - Hailey Baldwin – Drop the Mic - Kelly Clarkson – The Voice - Derek Hough – World of Dance - DJ Khaled – The Four: Battle for Stardom - Meghan Trainor – The Four: Battle for Stardom |
| Choice TV Villain | Choice Breakout TV Show |
| - Mark Consuelos – Riverdale como Hiram Lodge - Odette Annable – Supergirl como Samantha Arias / Reign - Gabrielle Anwar – Once Upon a Time como Rapunzel Tremaine - Anna Hopkins – Shadowhunters como Lilith - Mind Flayer – Stranger Things - Cameron Monaghan – Gotham como Jerome & Jeremiah Valeska/The Joker                                                                  | - 9-1-1 - Anne with an E - Black Lightning - On My Block - The Resident - Siren |
| Choice Breakout TV Star | Choice Summer TV Show |
| - Vanessa Morgan – Riverdale como Antoinette "Toni" Topaz - Iain Armitage – Young Sheldon como Sheldon Cooper - Lyric Ross – This Is Us como Deja - Luka Sabbat – Grown-ish como Luca Hall - Oliver Stark – 9-1-1 como Evan "Buck" Buckley - Nafessa Williams – Black Lightning como Anissa Pierce / Thunder                                                                        | - So You Think You Can Dance - Beat Shazam - The Bold Type - Cloak & Dagger - Cobra Kai - Total Bellas |
| Choice Summer TV Star | Choice TV Ship |
| - Olivia Holt – Cloak & Dagger como Tandy Bowen / Dagger - Aisha Dee – The Bold Type como Kat Edison - Meghann Fahy – The Bold Type como Sutton Brady - Aubrey Joseph – Cloak & Dagger como Tyrone Johnson / Cloak - Xolo Maridueña – Cobra Kai como Miguel Diaz - Katie Stevens – The Bold Type como Jane Sloan                                                                    | - Cole Sprouse & Lili Reinhart – Riverdale - Stephen Amell & Emily Bett Rickards – Arrow - KJ Apa & Camila Mendes – Riverdale - Millie Bobby Brown & Finn Wolfhard – Stranger Things - Matthew Daddario & Harry Shum Jr. – Shadowhunters - Grant Gustin & Candice Patton – The Flash                                                                         |

### Cinema e Televisão
| Escolha Ator/Atriz que Rouba A Cena | Escolha Beijo na Boca |
| --- | --- |
| - Vanessa Morgan – Riverdale como Antoinette "Toni" Topázio - Charlie Heaton – Stranger Things como Jonathan Byers - Tom Hiddleston – Thor: Ragnarok como Loki - Nick Jonas – Jumanji: bem-vindo à Selva como Jefferson "Hidroavião" McDonough - Katie McGrath – Supergirl como Lena Luthor - Taika Waititi – Thor: Ragnarok como Korg | - Cole Sprouse & Lili Reinhart – Riverdale - Chadwick Boseman & Lupita Nyong'o – Black Panther - Millie Bobby Brown & Finn Wolfhard – Stranger Things - Zac Efron & Zendaya – The Greatest Showman - Chris Pratt & Zoe Saldana – Avengers: Infinity War - Gina Rodriguez & Justin Baldoni – Jane Virgem |
| Escolha Hissy | |
| - Madelaine Petsch – Riverdale - Jack Black – Jumanji: bem-vindo à Selva - Adam Driver – Star Wars: O Último Jedi - Kevin Hart – Jumanji: bem-vindo à Selva - Joe Keery – Stranger Things - Mark Ruffalo – Avengers: Infinity War | |

### Música
| Choice Male Artist | Choice Female Artist |
| --- | --- |
| - Louis Tomlinson - Drake - Niall Horan - Bruno Mars - Shawn Mendes - Ed Sheeran | - Camila Cabello - Cardi B - Ariana Grande - Dua Lipa - Demi Lovato - Taylor Swift |
| Choice Music Group | Choice Country Artist |
| - 5 Seconds of Summer - Fifth Harmony - Florida Georgia Line - Maroon 5 - Migos - Why Don't We | - Carrie Underwood - Kelsea Ballerini - Kane Brown - Maren Morris - Thomas Rhett - Blake Shelton |
| Choice Electronic/Dance Artist | Choice Latin Artist |
| - The Chainsmokers - Steve Aoki - Martin Garrix - Calvin Harris - Marshmello - Zedd | - CNCO - J Balvin - Daddy Yankee - Luis Fonsi - Becky G - Maluma |
| Choice R&B/Hip-Hop Artist | Choice Rock Artist |
| - Cardi B - Childish Gambino - Drake - Khalid - Nicki Minaj - Post Malone | - Imagine Dragons - Panic! at the Disco - Paramore - Portugal. The Man - Twenty One Pilots - X Ambassadors |
| Choice Breakout Artist | Choice Next Big Thing |
| - Bazzi - Khalid - Lauv - Logic - Marshmello - SZA | - Black Pink - MattyBRaps - NCT - Jacob Sartorius - Stray Kids - Jackson Wang |
| Choice International Artist | Choice Song: Male Artist |
| - BTS - Black Pink - CNCO - Exo - Got7 - Super Junior | - "Attention" – Charlie Puth - "God's Plan" – Drake - "LOVE." – Kendrick Lamar feat. Zacari - "Perfect" – Ed Sheeran - "Say Something" – Justin Timberlake feat. Chris Stapleton - "This Is America" – Childish Gambino                            |
| Choice Song: Female Artist | Choice Song: Group |
| - "Bad at Love" – Halsey - "Havana" – Camila Cabello feat. Young Thug - "Look What You Made Me Do" – Taylor Swift - "New Rules" – Dua Lipa - "No Tears Left to Cry" – Ariana Grande - "Sorry Not Sorry" – Demi Lovato                                                                              | - "Feel It Still" – Portugal. The Man - "Say Amen (Saturday Night)" – Panic! at the Disco - "Trust Fund Baby" – Why Don't We - "Wait" – Maroon 5 - "Whatever It Takes" – Imagine Dragons - "Youngblood" – 5 Seconds of Summer                      |
| Choice Collaboration | Choice Pop Song |
| - "End Game" – Taylor Swift feat. Ed Sheeran & Future - "Finesse (Remix)" – Bruno Mars feat. Cardi B - "Meant to Be" – Bebe Rexha feat. Florida Georgia Line - "The Middle" – Zedd, Maren Morris, & Grey - "Pray for Me" – The Weeknd & Kendrick Lamar - "Rewrite the Stars" – Zac Efron & Zendaya | - "Delicate" – Taylor Swift - "Don't Go Breaking My Heart" – Backstreet Boys - "In My Blood" – Shawn Mendes - "No Excuses" – Meghan Trainor - "No Tears Left to Cry" – Ariana Grande - "This Is Me" – Keala Settle                                 |
| Choice Country Song | Choice Electronic/Dance Song |
| - "Cry Pretty" – Carrie Underwood - "Heaven" – Kane Brown - "Life Changes" – Thomas Rhett - "Meant to Be" – Bebe Rexha feat. Florida Georgia Line - "Mercy" – Brett Young - "Most People Are Good" – Luke Bryan                                                                                    | - "All Night" – Steve Aoki & Lauren Jauregui - "Friends" – Marshmello & Anne-Marie - "The Middle" – Zedd, Maren Morris, & Grey - "One Kiss" – Calvin Harris & Dua Lipa - "Perfect" – Topic & Ally Brooke - "Solo" – Clean Bandit feat. Demi Lovato |
| Choice Latin Song | Choice R&B/Hip-Hop Song |
| - "Boom Boom" – RedOne, Daddy Yankee, French Montana & Dinah Jane - "Dinero" – Jennifer Lopez feat. DJ Khaled & Cardi B - "Familiar" – Liam Payne & J Balvin - "Hey DJ" – CNCO - "Mi Gente" – J Balvin & Willy William - "Échame la Culpa" – Luis Fonsi & Demi Lovato                              | - "All the Stars" – Kendrick Lamar & SZA - "Finesse (Remix)" – Bruno Mars feat. Cardi B - "God's Plan" – Drake - "Let You Down" – NF - "Love Lies" – Khalid & Normani - "This Is America" – Childish Gambino                                       |
| Choice Rock/Alternative Song | Choice Summer Song |
| - "Alone" – Halsey - "Hard Times" – Paramore - "High Hopes" – Panic! at the Disco - "No Roots" – Alice Merton - "Sit Next to Me" – Foster the People - "Whatever It Takes" – Imagine Dragons | - "Back to You" – Selena Gomez - "Familiar" – Liam Payne & J Balvin - "Girls Like You" – Maroon 5 feat. Cardi B - "Nice for What" – Drake - "One Kiss" – Calvin Harris & Dua Lipa - "Youngblood" – 5 Seconds of Summer                             |
| Choice Summer Female Artist | Choice Summer Male Artist |
| - Camila Cabello - Cardi B - Selena Gomez - Ariana Grande - Halsey - Meghan Trainor | - Kane Brown - Niall Horan - Shawn Mendes - Liam Payne - Charlie Puth - Zayn |
| Choice Summer Group | Choice Choice Summer Tour |
| - 5 Seconds of Summer - The Chainsmokers - Dan + Shay - Imagine Dragons - Maroon 5 - Panic! at the Disco | - Harry Styles – Harry Styles: Live on Tour - Niall Horan – Flicker World Tour - Jay Z & Beyoncé – On the Run II Tour - Charlie Puth – Voicenotes Tour - Taylor Swift – Reputation Stadium Tour - Top Dawg Entertainment – The Championship Tour   |

### Internet
| Choice Female Web Star                                                                    | Choice Male Web Star                                                                            |
| ----------------------------------------------------------------------------------------- | ----------------------------------------------------------------------------------------------- |
| - Eva Gutowski - Liza Koshy - Merrell Twins - Bethany Mota - Lele Pons - Lilly Singh      | - Cameron Dallas - The Dolan Twins - Joey Graceffa - Ryan Higa - Collins Key - Tyler Oakley     |
| Choice Comedy Web Star                                                                    | Choice Music Web Star                                                                           |
| - The Dolan Twins - Collins Key - Liza Koshy - Miranda Sings - Lele Pons - Lilly Singh    | - Anitta - Chloe x Halle - Erika Costell - Jack & Jack - Johnny Orlando - Noah Schnacky         |
| Choice Fashion/Beauty Web Star                                                            | Choice Twit                                                                                     |
| - Dulce Candy - James Charles - Kandee Johnson - Shay Mitchell - NikkieTutorials - Zoella | - Mark Hamill - Mindy Kaling - Anna Kendrick - Kumail Nanjiani - Ryan Reynolds - Chrissy Teigen |
| Choice Instagrammer                                                                       | Choice Snapchatter                                                                              |
| - Selena Gomez - Lucy Hale - Dwayne Johnson - John Mayer - Will Smith - Justin Timberlake | - Ethan Dolan - Grayson Dolan - Ariana Grande - Kendall Jenner - Demi Lovato - Meghan Trainor   |
| Choice YouTuber                                                                           | Choice Muser                                                                                    |
| - DanTDM - The Dolan Twins - Liza Koshy - Merrell Twins - Lele Pons - Lilly Singh         | - Baby Ariel - Loren Gray - Holly H - Sofia Santino - Valentina Schulz - Mackenzie Ziegler      |

### Moda
| Choice Style Icon                                                                              | Choice Female Hottie                                                                            |
| ---------------------------------------------------------------------------------------------- | ----------------------------------------------------------------------------------------------- |
| - Harry Styles - Blake Lively - Meghan, Duquesa de Sussex - Migos - Chadwick Boseman - Zendaya | - Lauren Jauregui - Selena Gomez - Olivia Holt - Hailey Baldwin - Kendall Jenner - Yara Shahidi |
| Choice Male Hottie                                                                             |                                                                                                 |
| - Cole Sprouse - Zac Efron - Grant Gustin - Chris Hemsworth - Shawn Mendes - Chadwick Boseman  |                                                                                                 |

### Esporte
| Choice Male Athlete                                                                  | Choice Female Athlete |
| ------------------------------------------------------------------------------------ | --- |
| - Stephen Curry - Red Gerard - LeBron James - Adam Rippon - J. J. Watt - Shaun White | - Chloe Kim - Mirai Nagasu - Mikaela Shiffrin - Seleção dos Estados Unidos de Hóquei no Gelo Feminino - Lindsey Vonn - Serena Williams |

### Diversos
| Choice Comedian | Choice Dancer                                                                        |
| --- | ------------------------------------------------------------------------------------ |
| - James Corden - Ellen DeGeneres - The Dolan Twins - Jimmy Fallon - Kevin Hart - Lilly Singh                                                     | - Cheryl Burke - Jenna Dewan - Derek Hough - Les Twins - tWitch - Maddie Ziegler     |
| Choice Video Game | Choice Model                                                                         |
| - Fire Emblem Heroes - Fortnite - The Legend of Zelda: Breath of the Wild - Overwatch - PlayerUnknown's Battlegrounds - Super Mario Odyssey      | - Adwoa Aboah - Romeo Beckham - Kaia Gerber - Bella Hadid - Gigi Hadid - Jaden Smith |
| Choice Fandom |                                                                                      |
| - Black Pink – Blinks - BTS – BTS Army - CNCO – CNCOwners - One Direction – Directioners - Fifth Harmony – Harmonizers - Taylor Swift – Swifties |                                                                                      |

1. ↑  Fisher's nomination is posthumously.